# Олимпийский комитет Папуа — Новой Гвинеи
Олимпийский комитет Папуа — Новой Гвинеи (англ. Papua New Guinea Olympic Committee Inc) — организация, представляющая Папуа — Новую Гвинею в международном олимпийском движении. Основан в 1973 году, зарегистрирован в МОК в 1974 году.
Штаб-квартира расположена в Бороко. Является членом Международного олимпийского комитета, Национальных олимпийских комитетов Океании и других международных спортивных организаций. Осуществляет деятельность по развитию спорта в Папуа — Новой Гвинее.